# Lacs des Loups Marins
Lacs des Loups Marins är sjöar i Kanada.   De ligger i provinsen Québec, i den östra delen av landet, 1 200 km norr om huvudstaden Ottawa. Lacs des Loups Marins ligger 243 meter över havet. Arean är 484 kvadratkilometer. 
Omgivningarna runt Lacs des Loups Marins är i huvudsak ett öppet busklandskap. Trakten runt Lacs des Loups Marins är nära nog obefolkad, med mindre än två invånare per kvadratkilometer.